# Petra Martens
Petra Martens (geboren 1. April 1956) ist eine deutsche Juristin. Sie ist seit 1998 Richterin am Bundespatentgericht in München.

## Beruflicher Werdegang
Petra Martens war bei ihrer Berufung an das Bundespatentgericht am 29. September 1998 Regierungsdirektorin Sie war dort zunächst als Richterin kraft Auftrags, dann als Richterin in einem Marken-Beschwerdesenat tätig.
2003 wechselte sie in einem Technischen Beschwerdesenat. Ab 2005 war sie zusätzlich rechtskundiges Mitglied in einem Juristischen Beschwerdesenat. Da am Bundespatentgericht mehrheitlich naturwissenschaftlich ausgebildete Richter tätig sind, werden die Juristen als „rechtskundige Mitglieder“ bezeichnet. 2009 wurde sie außerdem regelmäßige Vertreterin des Vorsitzenden in einem Marken-Beschwerdesenat. 2010 beendete sie ihre Tätigkeit im Juristischen Beschwerdesenat und wurde für vier Jahre Mitglied des Präsidiums. 2012 wechselte sie als weiteres rechtskundiges Mitglied in einen Nichtigkeitssenat und wurde dort auch regelmäßige Vertreterin des Vorsitzenden.
2012 war Petra Martens Mitglied der Prüfungskommission für Patentanwälte.